# Zosterops rennellianus
El anteojitos de la Rennell (Zosterops rennellianus) es una especie de ave paseriforme de la familia Zosteropidae endémica del sur de las islas Salomón.

## Distribución geográfica y hábitat
Se encuentra únicamente en la isla de Rennell, ubicada en el extremo sur del archipiélago de las islas Salomón.
Sus hábitats naturales son las bosques tropicales o subtropicales húmedos.